# Shuddhodana

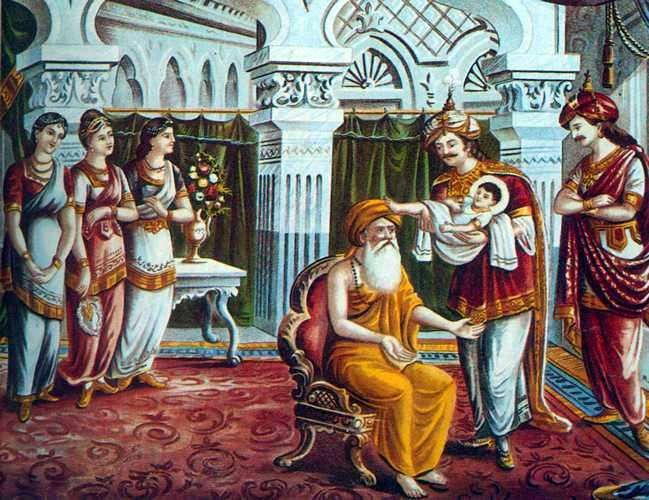
Shuddhodana présente son fils à un sage devin

Shuddhodana (sanskrit Śuddhodana: riz pur), chef Śākya, est le père du Bouddha. Il aurait obtenu le titre de roi (raja) et régnait à Kapilavastu, ville située dans le Népal actuel. Hormis sa généalogie, on sait très peu de chose de lui.
En tant que Shakya, il prétendait descendre du souverain mythique Ikshvaku (Okkaka), fils du premier homme Manu. Shuddhodana était le fils de Simhahanu (pâli : à la mâchoire de lion, qui est aussi une épithète de Bouddha et devient en khmer Sihanouk) et de Kaccānā du clan Koliya ; il avait quatre frères (Dhotodana, Sakkodana, Sukkodana et Amitodana), et deux sœurs (Amitā et Pamitā). Il aurait épousé les sœurs Koliya Mayadevi et Prajapati, présentées comme ses épouses principales. De la première il eut le Bouddha. Elle serait morte une semaine après la naissance de son fils, qui fut élevé par la seconde, dont Suddhodana eut un autre fils, Nanda, et une fille, Sundari Nanda.
À la naissance du jeune Gautama, les devins auraient prédit à son père qu’il serait soit un souverain universel, soit un bouddha. Optant pour le premier choix, il tenta d'empêcher son fils de se tourner vers une vie religieuse en lui fournissant plaisirs et richesses à profusion et en lui interdisant de sortir du palais royal.
Selon certaines sources, il maintint longtemps son opposition à la carrière religieuse de sa descendance. Après que son fils fut devenu le Bouddha, il envoya à dix reprises des hommes de confiance avec une importante escorte pour le ramener, mais ses envoyés se convertirent et ne revinrent pas. Finalement, il envoya Kāludāyī avec l’autorisation expresse d'entrer dans les ordres, à condition qu'il lui transmette une invitation à venir prêcher dans sa ville d’origine. Pour éviter d’autres pertes, il alla jusqu’à cacher ce qu’était devenu son père au fils de Gautama, Rahula, afin qu’il ne l’imite pas. Lorsque le Bouddha revint pour la première fois à Kapilavastu après son illumination, Shuddhodana aurait menacé de mort Yashodhara, sa femme, si elle révélait à Rahula qu’il était son père. N’ayant pu empêcher finalement que Gautama le fasse entrer dans les ordres en même temps que Nanda, fils de Prajapati, Shuddhodana lui arracha la promesse qu’il ne laisserait plus à l’avenir ordonner les jeunes sans la permission de leurs parents.
D’autres sources, néanmoins, le montrent conscient de l’importance de la vocation religieuse de Gautama. Il aurait été impressionné en voyant Asita, son maître et le conseiller religieux de son père, rendre hommage à son fils, et aussi en trouvant ce dernier, encore jeune, en méditation sous un jambul le jour de la cérémonie du labour royal. Après que Gautama fut devenu ascète, quelqu’un rapporta à Shuddhodana qu’il était mort de ses privations, mais il ne voulut pas le croire. Lorsque le Bouddha revint enfin à Kapilavastu, pour exalter la fidélité de son père, il relata le Mahādhammapāla Jātaka dans lequel il explique que dans des vies antérieures où ils étaient déjà père et fils, Shuddhodana avait aussi refusé de le croire mort. Il aurait finalement gravi les échelons des quatre êtres nobles jusqu’au stade d’arahant atteint sur son lit de mort à Vaisali, le Bouddha étant venu prêcher à ses côtés.
Divers historiens datent les événements : 563 av. J.-C. pour la naissance du Bouddha, 524 av. J.-C. pour la mort de Shuddhodana (à l'âge de 97 ans), 485 ou 484 av. J.-C. pour la destruction de Kapilavastu.